# Phaeotellus
Phaeotellus là một chi nấm thuộc họ Tricholomataceae.